# Lage
Lage è una città tedesca situata al centro dell'Europa, nel Land della Renania Settentrionale-Vestfalia (circondario della Lippe). È situata circa 8 chilometri a nord-ovest di Detmold. Nel 2008 possedeva 34 686 abitanti.

## Amministrazione

### Gemellaggi
La città è gemellata con:
- Horsham